# Verbo fraseologico
Un verbo fraseologico (o anche ausiliare di tempo o aspettuale) è un verbo che, impiegato unitamente ad un secondo verbo (detto "principale"), segnala un particolare aspetto dell'azione descritta.

## Nella lingua italiana
Nella lingua italiana, il verbo principale è coniugato all'infinito o al gerundio (entrambi modi indefiniti).
I verbi fraseologici possono essere esemplificati basandosi sul valore aspettuale messo in evidenza:
Sto per mangiare.  (l'azione è imminente: fase imminenziale)
Comincio a mangiare.  (l'azione è iniziata: fase incoativa)
Sto mangiando.  (l'azione è in svolgimento: fase progressiva)
Continuo a mangiare.  (l'azione continua: fase continuativa)
Smetto di mangiare.  (l'azione termina: fase terminativa)
Il verbo fraseologico regge il verbo principale al modo indefinito. Al suo interno si distingue il predicato (verbo secondario) dalla eventuale preposizione (o locuzione preposizionale), seguita dal modo infinito. Quindi, si hanno: 
1. Verbo secondario
2. Preposizione (eventuale)
3. Verbo principale

I verbi fraseologici possono trovare impiego anche in locuzioni composte, quali:
- Ti lascio provare a finire il compito da solo.
- Sta per farti ripetere i suoi stessi errori.
- Vado dicendo di cambiare stile.

Le espressioni (lascio; sta per; vado) sono qui associate con:  provare a, farti, dicendo di. Esse a loro volta reggono i verbi principali: finire, ripetere, cambiare.
I verbi fraseologici sono distinti dai verbi modali: potere, volere, dovere. Entrambe le categorie possono integrare in modo rilevante il significato del verbo principale, mutando il senso complessivo della frase.

## In latino e greco classico
Nelle lingue antiche, come il latino e greco, i verbi fraseologici sono in genere omessi, e sostituiti da una sola parola, il verbo principale, al modo e tempo del verbo secondario. Esempio:
- ne nos inducas in tentationem: "non lasciarci indurre in tentazione [da altri]".